# Les Piards
Les Piards est une ancienne commune française située dans le département du Jura en région Bourgogne-Franche-Comté. Le 1er janvier 2019, elle devient une commune déléguée de Nanchez.

## Géographie

### Localisation
Fait partie du parc naturel régional du Haut Jura

## Histoire
Le 1er janvier 2019, Les Piards intègrent la commune nouvelle de Nanchez par arrêté préfectoral du 27 décembre 2018.

## Politique et administration
| Période    | Période  | Identité          | Étiquette | Qualité |
| ---------- | -------- | ----------------- | --------- | ------- |
| 1947       | 1965     | Edmond Morel      |           |         |
| avant 1988 | ?        | Daniel Piard      |           |         |
| 2001       | 2014     | Jean-Claude Piard |           |         |
| mars 2014  | En cours | Fabien Morel      |           |         |

## Démographie
L'évolution du nombre d'habitants est connue à travers les recensements de la population effectués dans la commune depuis 1793. Pour les communes de moins de 10 000 habitants, une enquête de recensement portant sur toute la population est réalisée tous les cinq ans, les populations de référence des années intermédiaires étant quant à elles estimées par interpolation ou extrapolation. Pour la commune, le premier recensement exhaustif entrant dans le cadre du nouveau dispositif a été réalisé en 2008.

En 2016, la commune comptait 165 habitants, en évolution de −11,29 % par rapport à 2010 (Jura : −0,81 %, France hors Mayotte : +2,11 %).
| 1793 | 1800 | 1806 | 1821 | 1831 | 1836 | 1841 | 1846 | 1851 |
| ---- | ---- | ---- | ---- | ---- | ---- | ---- | ---- | ---- |
| 171  | 206  | 235  | 232  | 190  | 193  | 166  | 165  | 153  |

| 1856 | 1861 | 1866 | 1872 | 1876 | 1881 | 1886 | 1891 | 1896 |
| ---- | ---- | ---- | ---- | ---- | ---- | ---- | ---- | ---- |
| 155  | 153  | 157  | 150  | 148  | 138  | 144  | 144  | 148  |

| 1901 | 1906 | 1911 | 1921 | 1926 | 1931 | 1936 | 1946 | 1954 |
| ---- | ---- | ---- | ---- | ---- | ---- | ---- | ---- | ---- |
| 156  | 149  | 162  | 147  | 140  | 137  | 160  | 134  | 154  |

| 1962 | 1968 | 1975 | 1982 | 1990 | 1999 | 2006 | 2008 | 2013 |
| ---- | ---- | ---- | ---- | ---- | ---- | ---- | ---- | ---- |
| 130  | 141  | 132  | 135  | 132  | 176  | 179  | 180  | 160  |

| 2016 | - | - | - | - | - | - | - | - |
| ---- | - | - | - | - | - | - | - | - |
| 165  | - | - | - | - | - | - | - | - |

## Lieux et monuments
Chapelle Saint Rémi du XVe siècle
Croix du cimetière (1843)

## Film tourné aux Piards
1977 : Passe-montagne de Jean-François Stévenin